# Rudolf Münger
Rudolf Münger est un peintre et illustrateur suisse, né le 10 novembre 1862 à Berne et mort le 17 septembre 1929 dans la même ville.
Son œuvre s'inscrit principalement dans le courant historiciste.

## Biographie

### Origine et famille
Rudolf Alfred Münger naît le 10 novembre 1862 à Berne. Il est originaire du même lieu et de Wohlen bei Bern.
Son père, Jakob, est maître plâtrier et maître peintre ; sa mère est née Elisabeth Hadorn.
Il épouse Marie Zimmermann, originaire de Steffisburg, en 1890. Ils ont deux filles, Hanni en 1892 et Hedy en 1894.

### Formation et parcours professionnel
Il suit une formation de peintre en bâtiment et de peintre décorateur à Neuchâtel à partir de 1879, puis, après un apprentissage d'une année à Nieder-Vüürsch près d'Utrecht, l'école d'art à Berne à partir de 1881, tout en travaillant dans l'atelier de son père.
Il obtient un brevet de maître de dessin en 1885. Il fréquente, avec plusieurs interruptions, l'école des arts appliqués de Munich de 1883 à 1888, principalement des classes de dessin, où il se lie d'amitié avec Ernst Kreidolf. Il suit ensuite l'académie Julian et l'école des arts décoratifs de Paris en 1888-1889 après avoir décroché la première bourse fédérale des beaux-arts. Gravement malade, il doit cependant interrompre cette dernière formation.
De retour à Berne, il enseigne la peinture décorative à l'école des arts et métiers jusqu'en 1898. Il passe plusieurs mois à Paris et à Londres en 1899-1900 et fait plus tard encore plusieurs voyages d'étude en Allemagne, en France et en Italie.

### Parcours artistique
Son œuvre, aujourd'hui largement oubliée, s'inscrit principalement dans le courant historiciste, avec des traits qui le rapprochent parfois également du symbolisme, du Jugendstil et de l'expressionnisme.
Il réalise des peintures murales, notamment une grande fresque au Kornhaus de Berne de 1897 à 1899 (Das bernische Kunstgewerbe, la plus grande de l'époque pour le canton de Berne) en plus de la décoration des murs, piliers et galeries (avec des femmes en costume traditionnel du canton, des musiciens et des banderoles de textes de chansons populaires,), des vitraux à motifs religieux et armoriés, de nombreuses illustrations (notamment le Heidi de Johanna Spyri et le recueil de chansons populaires Im Röseligarte d'Otto von Greyerz), des portraits et des études de portraits. Il est également héraldiste, ses écussons des cantons faisant même l'objet d'une série de timbres de Pro Juventute.
L'apogée de son œuvre artistique coïncide avec le mouvement du Heimatschutz bernois, auquel il participe activement.
Il fait une grande exposition en 1922 à la Kunsthalle de Berne.

### Mort et sépulture
Il meurt le 17 septembre 1929 à Berne, à l'âge de 66 ans, des suites d'un accident vasculaire cérébral.
Sa tombe est dans le cimetière de la Schosshalde.

## Distinction
- 1924 : docteur honoris causa de l'Université de Berne[2].

## Fonds d'archives
Les archives de Rudolf Münger sont conservées à la Bibliothèque de la Bourgeoisie de Berne.